# Карл-Август Ландферманн
Карл-Август Ландферманн (нім. Carl-August Landfermann; 14 липня 1914, Дортмунд — 18 листопада 2003, Гаген) — німецький військовий інженер, капітан-лейтенант-інженер резерву крігсмаріне. Кавалер Лицарського хреста Залізного хреста.

## Біографія
1 вересня 1935 року вступив на флот. З жовтня 1939 року служив в зенітних частинах. В березні 1940 року перейшов у підводний флот. З жовтня 1940 року — головний інженер підводного човна U-146, з березня 1941 року — U-38, на якому здійснив 3 походи (разом 161 день в морі), з січня 1942 року — U-181, на якому здійснив 3 походи (разом 370 днів в морі), з квітня 1944 року — U-188. Під час першого походу на U-188 (58 днів у морі) захворів і після повернення в червні 1944 року був знятий з посади. З жовтня 1944 року — інструктор навчальної групи «Фронт». В травні 1945 року взятий в полон союзниками, в серпні звільнений.

## Звання
- Кочегар (1 вересня 1935)
- Оберкочегар (1 жовтня 1935)
- Машиненмат резерву (1 жовтня 1936)
- Машиніст резерву (15 жовтня 1938)
- Лейтенант-цур-зее-інженер резерву (31 жовтня 1939)
- Оберлейтенант-цур-зее-інженер резерву (1 лютого 1942)
- Капітан-лейтенант-інженер резерву (1 січня 1944)

## Нагороди
- Медаль «За вислугу років у Вермахті» 4-го класу (4 роки)
- Нагрудний знак підводника (24 червня 1941)
- Залізний хрест
  - 2-го класу (25 червня 1941)
  - 1-го класу (21 січня 1943)
- Лицарський хрест Залізного хреста (27 жовтня 1943)
- Фронтова планка підводника в бронзі (12 жовтня 1944)